# Kerem ile Aslı
Kerem ile Aslı (az. Əsli və Kərəm) ist eine tragische Liebesgeschichte von Kerem und Aslı aus der türkisch-aserbaidschanischen Volksdichtung des 16. Jahrhunderts. Die Geschichte entstand vermutlich in Aserbaidschan oder Ostanatolien und ist im gesamten Kaukasus und in Zentralasien verbreitet.

## Die Geschichte
Kerem ile Aslı wird von Aşık vorgetragen. Diese besingen und erzählen die Liebe zwischen Kerem, Sohn des muslimischen Padischah von Isfahan, und Aslı, Tochter eines armenisch-christlichen Mönchs oder Priesters. Bisweilen wird der Vater auch als Schatzmeister des Herrschers beschrieben. Kerem verliebt sich in Aslı. Ihr Vater verweigert jedoch aufgrund seiner Religionszugehörigkeit die Zustimmung zur Hochzeit. Aus Angst vor dem Padischah flieht der Vater mit seiner Tochter, und Kerem macht sich mit seinem Freund Sofu auf, sie zu suchen. Nach langer Wanderschaft finden sie Aslı schließlich, und auf Geheiß des Paschas von Aleppo wird das Paar verheiratet. In der Hochzeitsnacht lassen sich die Knöpfe des verzauberten Gewandes, das der Mönch seiner Tochter angezogen hat, nicht lösen. Kerem entfährt dabei ein solch tiefer Seufzer, dass er in Flammen aufgeht. Aslı versucht, das Feuer zu löschen und Kerem zu retten, jedoch vergebens. Als Aslı sich weinend über den Haufen Asche, der noch von ihrem Geliebten übrig blieb, beugt, fangen ihre Haare Feuer und sie verbrennt ebenfalls.
Die in zahlreichen Varianten überlieferte Geschichte beschreibt ausführlich die Abenteuer Kerems und Sofus, die auf der Suche Khoy, Tiflis, Gəncə und Jerewan bereisen. Aşık Kerem, wie er auch genannt wird, trägt dabei in Karawansereien oder Kaffeehäusern Gedichte vor, in denen er die Schönheit Aslıs beschwört, die er mit Bergen wie dem Nemrut Dağı und dem Süphan Dağı sowie Flüssen wie dem Murat und dem Kızılırmak oder mit der Schönheit von Kranichen und Gazellen vergleicht. Gemeinsam mit Sofu besteht er viele Gefahren.
Die Geschichte wird oft mit schicksalhaften Zufällen und übersinnlichen Motiven angereichert: Die beiden Liebenden sind zur selben Stunde geboren und gemeinsam aufgewachsen. Manches Mal war bereits bei der Geburt der beiden Hauptfiguren Zauberei im Spiel oder Hızır rettet Kerem aus höchster Not, Flüsse und Berge geben den Weg frei, wenn Kerem ein Gedicht anstimmt, und Kerem spricht mit Totenschädeln auf dem Cudi Dağı, dem Fundplatz der Arche Noah.

## Rezeption

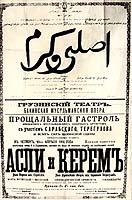
Plakat der Oper Hacıbəyovs

Die früheste bekannte Aufzeichnung findet sich in der Mecmûatü’l-Letâif Sandükatü’z-Zerâif aus dem 16. Jahrhundert. Die Geschichte wurde gegen Ende des 19. Jahrhunderts vielfach in Druckform veröffentlicht und verarbeitet. Ahmed Fahri schrieb im Jahr 1888 ein Theaterstück in fünf Akten zum Thema. Im selben Jahr übertrug Leopold Grünfeld Kerem und Aslı ins Deutsche (Anatolische Volkslieder aus der Kaba Dil. Leipzig 1888). Weitere Gelehrte, die sich mit Kerem und Aslı befassten, waren u. a. Mehmet Fuat Köprülü, Pertev Naili Boratav und Cahit Öztelli. Üzeyir Hacıbəyov verarbeitete den Stoff 1912 ebenso zu einer Oper („Əsli və Kərəm“) wie Jahrzehnte später Ahmed Adnan Saygun („Kerem“). In der Volksmusik existiert eine eigene Liedform, die man „Kerem havaları“ nennt.
1942 verfilmten Adolf Körner und 1971 Orhan Elmas den Stoff. Im Jahr 2002 entstand eine Fernsehserie namens „Aslı ile Kerem“ als zeitgenössische Adaption.

## Druckausgaben
- Besim Atalay: Âşık Kerem. Istanbul 1930.
- Eflâtun Cem Güney: Kerem ile Aslı. 1959.